# خودمانی با ایمی شومر
خودمانی با ایمی شومر (انگلیسی: Inside Amy Schumer) یک مجموعهٔ تلویزیونی کمدی آمریکایی است که در سال ۲۰۱۳ منتشر شد. مجری و خالق این برنامهٔ ایمی شومر است. این مجموعهٔ تا کنون برندهٔ ۱ جایزه پیبادی و ۲ جایزهٔ امی ساعات پربیننده شده‌است.

## بازیگران میهمان
- اسکات ادسیت
- اف. موری آبراهام
- پاتریشا آرکت
- مایک بیربیگلیا
- زک برف
- استیو بوشمی
- رج ئی. کثی
- جاش چارلز
- جنیفر کولیج
- ریچل درچ
- لینا دانم
- ابی الیوت
- بریجت اورت
- آمریکا فررا
- تینا فی
- جیم فلورنتینه
- جنین گرافلو
- پل جیاماتی
- ایلانا گلیزر
- سلنا گومز
- جف گلدبلوم
- تیم گان
- جیک جیلنهال
- مگی جیلنهال
- بیل هیدر
- جان هاکس
- جنیفر هادسن
- ابی جکوبسون
- بیلی جی
- نیک کرول
- لیسا لمپنلی
- آرتی لانگی
- ناتاشا لگرو
- لورا لینی
- جولیا لوئی درایفوس
- ناتاشا لیون
- متد من
- لین-منوئل میرندا
- جولیان مور
- راب مورو
- کتی ناجیمی
- کمیل نانجیانی
- لیام نیسون
- جیم نورتون
- بیل نای
- کریس پارنل
- پارکر پوزی
- میسی پایل
- دنیس کواید
- کالین کوئین
- اَمبر رز
- راب اشنایدر
- جری ساینفلد
- امبر تمبلین
- کریسی تیگن
- پاتریک واربرتون
- الی وانگ
- کریس گثارد